# موراد کوستانیان
موراد کوستانی کوستانیان (ارمنی: Մուրադ Կոստանի Կոստանյան؛ ۲۵ اوت ۱۹۰۲ – ۳ ژانویهٔ ۱۹۸۹) یک هنرپیشه اهل ارمنستان بود.

## زندگی‌نامه
وی در ۷ سپتامبر [سبک قدیمی: ۲۵ اوت] ۱۹۰۲ در هفتوان، سلماس، ایران به دنیا آمد و از سال ۱۹۲۰ تا ۱۹۲۵ و از سال ۱۹۲۷ تا ۱۹۲۸ در استودیویی نمایشی ارمنیان مسکو تحصیل نمود. وی از سال ۱۹۲۵ تا ۱۹۲۷ هنرپیشه تائتر ارمنیان تفلیس بود. وی یکی از بنیانگذاران تئاتر درام مراویان لنیناکان است. وی از سال ۱۹۴۴ در انستیتو دولتی سینما و تئاتر ایروان تدریس می‌کرد. کوستانیان در بیش از ۱۵۰۰ نمایش نقش آفرینی کرد. وی همچنین برندهٔ جوایزی همچون هنرمند مردمی ارمنستان شوروی شده است. وی در ۳ ژانویهٔ ۱۹۸۹ در سن ۸۶ سالگی در ایروان، ارمنستان درگذشت.

## گزیده فیلمشناسی
از فیلم‌ها یا برنامه‌های تلویزیونی که وی در آن نقش داشته است می‌توان به کارو (۱۹۳۷)، زانگزور (۱۹۳۸)، ماهی‌گیران سوان (۱۹۳۹)، داویت بک (۱۹۴۳)، ۰۱-۹۹ (۱۹۵۹)، پرتگاه (۱۹۷۳) و عروسی از شمال (۱۹۷۵) اشاره کرد.